# Gabriel Macht
Gabriel Swann Macht (Bronx, New York, 1972. január 22. –) amerikai színész. 
A Spirit – A sikító város (2008) című filmmel vált ismertté. Az USA Network Briliáns elmék című sorozatában 2011–2019 között főszereplőként Harvey Spectert alakította.

## Élete és pályafutása
1972-ben született Bronxban. Édesanyja, Suzanne Victoria Pulier kurátor, édesapja Stephen Macht színész. Három testvére van, Jesse, Ari és Julie. A család Gabriel öt éves korában költözött át Kaliforniába. A középiskola után a Carnegie Mellon Művészeti Főiskolára járt, ahol 1994-ben diplomázott.
1980-ban debütált a Why Would I Lie? című filmben, mellyel Young Artist Awardra jelölték. Egyéb filmjei közé tartozik a Férjhez mész, mert azt mondtam (2007) és a Spirit – A sikító város (2008). 2011-től az USA Network saját gyártású, Briliáns elmék című jogi drámasorozatának főszereplője lett. Harvey Spectert 2019-ig alakította a sorozatban. 

## Magánélete
2004-ben feleségül vette Jacinda Barrett ausztrál színésznőt. 2007. augusztus 20-án született meg lányuk, Satine Anais Geraldine Macht, 2014. február 26-án pedig fiuk, Luca.
Vegetáriánus, emellett fenntartható életmódot követ.

## Filmográfia

### Film
| Év   | Magyar cím                     | Eredeti cím                                            | Szerep                            | Magyar hang   |
| ---- | ------------------------------ | ------------------------------------------------------ | --------------------------------- | ------------- |
| 1980 |                                | Why Would I Lie?                                       | Jorge (Gabriel Swann néven)       |               |
| 1998 | Vágyaim netovábbja             | The Object of My Affection                             | Steve Casillo                     |               |
| 1998 | Sebastian Cole kalandjai       | The Adventures of Sebastian Cole                       | Troy                              |               |
| 1999 | Sülve-főve                     | Simply Irresistible                                    | Charlie                           |               |
| 2000 |                                | The Bookie's Lament (rövidfilm)                        | Mickey                            |               |
| 2000 |                                | 101 Ways (The Things a Girl Will Do to Keep Her Volvo) | Dirk                              |               |
| 2001 | Törvényen kívül                | American Outlaws                                       | Frank James                       | Bozsó Péter   |
| 2001 | Törvényen kívül                | American Outlaws                                       | Frank James                       | Barát Attila  |
| 2001 | Ellenséges terület             | Behind Enemy Lines                                     | Jeremy "Smoke" Stackhouse hadnagy | Kardos Róbert |
| 2002 | Rossz társaság                 | Bad Company                                            | Seale CIA-ügynök                  | Dózsa Zoltán  |
| 2003 | Beavatás                       | The Recruit                                            | Zack CIA-ügynök                   | Zámbori Soma  |
| 2003 | A nagy hullarablás             | Grand Theft Parsons                                    | Gram Parsons                      |               |
| 2004 | Bobby Long                     | A Love Song for Bobby Long                             | Lawson Pines                      | Fekete Ernő   |
| 2006 | Az ügynökség                   | The Good Shepherd                                      | John Russell Jr.                  |               |
| 2007 | Férjhez mész, mert azt mondtam | Because I Said So                                      | Johnny Dresden                    | Hujber Ferenc |
| 2008 | Spirit – A sikító város        | The Spirit                                             | Denny Colt / Spirit               | Varga Gábor   |
| 2009 | Szex a neten                   | Middle Men                                             | Buck Dolby                        | Király Attila |
| 2009 | Vakító fehérség                | Whiteout                                               | Robert Pryce ENSZ-ügynök          | Welker Gábor  |
| 2009 |                                | One Way to Valhalla                                    | Bo Durant                         |               |
| 2010 | Szerelem és más drogok         | Love & Other Drugs                                     | Trey Hannigan                     | Zámbori Soma  |
| 2011 | S.W.A.T. – Tűzveszély          | S.W.A.T.: Firefight                                    | Paul Cutler őrmester              | Bozsó Péter   |
| 2011 |                                | A Bag of Hammers                                       | Wyatt                             |               |
| 2013 | Elmosódott valóság             | Breaking at the Edge                                   | Williams myomozó                  |               |

### Televízió

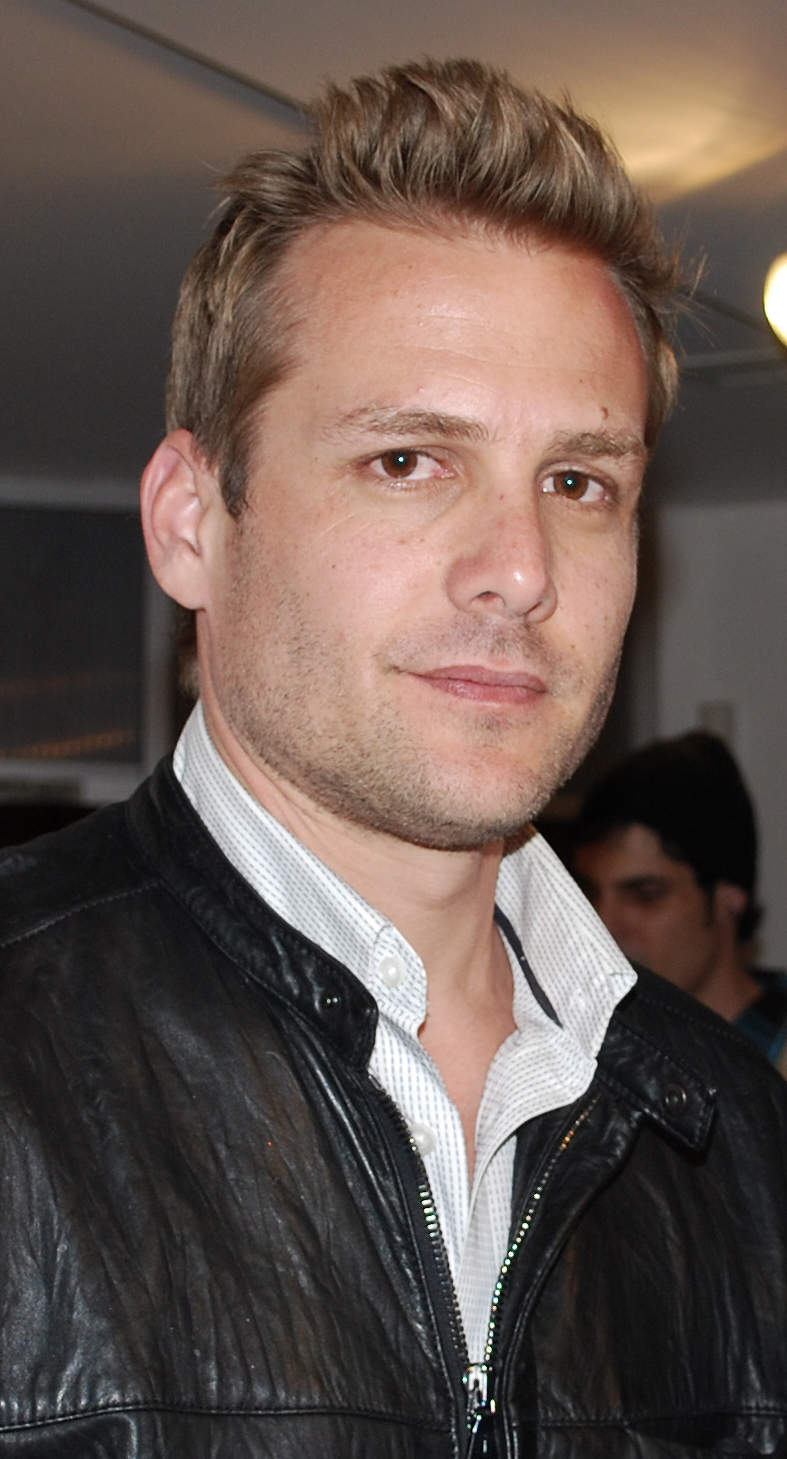
2009-ben

| Év        | Magyar cím                | Eredeti cím              | Szerep           | Megjegyzések                              |
| --------- | ------------------------- | ------------------------ | ---------------- | ----------------------------------------- |
| 1991      | Beverly Hills 90210       | Beverly Hills, 90210     | Tal Weaver       | 1 epizód                                  |
| 1995      | Kövesd a folyót           | Follow the River         | Johnny Draper    | tévéfilm                                  |
| 1997      | Kerge város               | Spin City                | meztelen fickó   | 1 epizód                                  |
| 1998      | Szex és New York          | Sex and the City         | Barkley          | 1 epizód                                  |
| 1999      |                           | Wasteland                | Luke             | 1 epizód                                  |
| 2000      | Az angyali Audrey Hepburn | The Audrey Hepburn Story | William Holden   | tévéfilm                                  |
| 2000      | Másvilág                  | The Others               | Dr. Mark Gabriel | főszereplő                                |
| 2005      | Gyilkos számok            | Numbers                  | Don Eppes        | próbaepizód, nem került adásba            |
| 2005      | Arkangyal                 | Archangel                | R.J. O'Brian     | - tévéfilm - magyar hangja: - Tóth Roland |
| 2011–2019 | Briliáns elmék            | Suits                    | Harvey Specter   | főszereplő és producer                    |
| 2019      |                           | Pearson                  | Harvey Specter   | 1 epizód                                  |